# Oliver Kirk
Oliver Leonard Kirk (Beatrice, Nebraska, 1884. április 20. – Saint Louis, Missouri, 1960. március 14.) kétszeres olimpiai bajnok amerikai harmatsúlyú és pehelysúlyú ökölvívó.
Kirk az egyetlen bokszoló az olimpiák történetében, aki valaha két aranyérmet szerzett két különböző súlycsoportban ugyanazon olimpián. Miután az 1904-es St. Louisi olimpián aranyérmes lett pehelysúlyban, két hét alatt több mint négy kilogrammot fogyott, és utána megnyerte a harmatsúlyú kategóriát is. Mindehhez azonban összesen csak két mérkőzésre volt szüksége. Harmatsúlyban ugyanis csak ketten indultak, míg pehelysúlyban hárman, Kirk azonban az első körben erőnyerő volt, így csak annak győztesével kellett megmérkőznie a döntőben. 

## Fordítás
- Ez a szócikk részben vagy egészben  az   Oliver Kirk című angol Wikipédia-szócikk ezen változatának fordításán alapul.  Az eredeti cikk szerkesztőit annak laptörténete sorolja fel. Ez a jelzés csupán a megfogalmazás eredetét és a szerzői jogokat jelzi, nem szolgál a cikkben szereplő információk forrásmegjelöléseként.